# 美国空军第60机动联队
美国空军第60机动联队（英語：60th Air Mobility Wing, 60 AMW）是美国空军最大的空中机动组织，在全球范围进行战术空运和空中加油，驻扎加利福尼亚州的特拉维斯空军基地。联队主要聚焦中东地区的战术支持，也覆盖亚太和印度洋区域。